# Ga Nam Kinh Tam Dân
Nam Kinh Tam Dân (tiếng Trung: 南京三民; bính âm: Nánjīng Sānmín) là ga tàu điện ngầm ở Đài Bắc, Đài Loan thuộc tàu điện ngầm Đài Bắc.

## Tổng quan
Nhà ga gồm có 2 tầng, dưới lòng đất có 1 ke ga. Nó nằm ở bên dưới đường Đông Nam Kinh ngay giao lộ với đường Tam Dân. Nó đã mở cửa và tháng 11 năm 2014 cùng với tuyến Tùng Sơn.

### Cấu trúc
Độ sâu của nhà ga khoảng 20 m (66 ft). Dài 235 m (771 ft) và rộng 27 m (89 ft). Gồm 4 lối thoát, hai trạm thông hơi, và hai thang máy.

## Bố trí ga

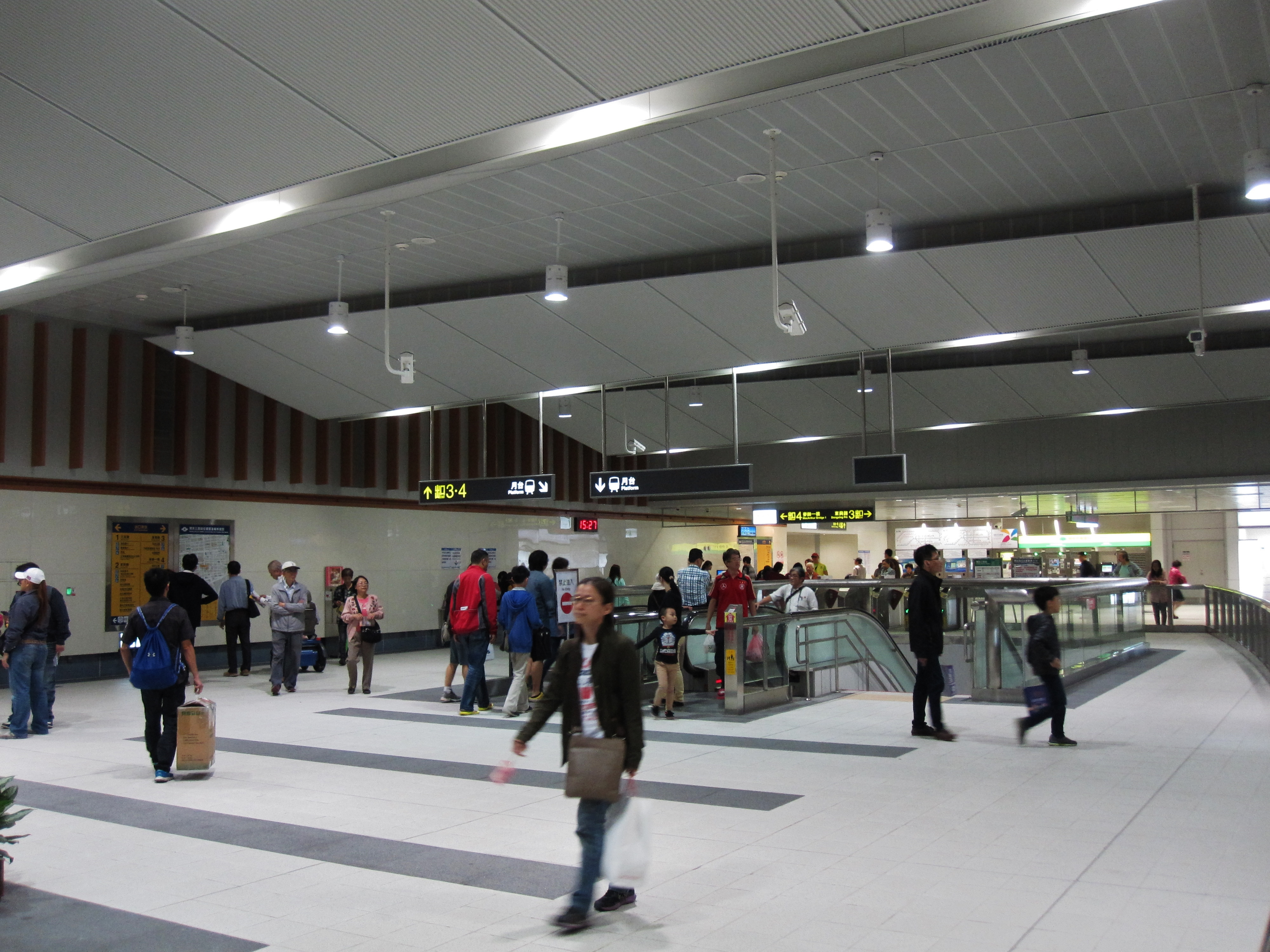
Sảnh sân ga

| Đường đi | Lối vào/ra                     | Lối vào/ra                                                                                 |
| B1       | Sảnh chờ                       | Hành lang, bàn thông tin, máy bán vé tự động, cổng soát vé 1 chiều                         |
| B1       | Sảnh chờ                       | Nhà vệ sinh                                                                                |
| B2       | Ke ga 1                        | ← Tuyến Tùng Sơn-Tân Điếm hướng đi Tùng Sơn (G19 Ga cuối)                                  |
| B2       | Ke ga, cửa sẽ mở phía bên trái |                                                                                            |
| B2       | Ke ga 2                        | → Tuyến Tùng Sơn-Tân Điếm hướng đi Tân Điếm / Tòa nhà Taipower (G17 Nhà thi đấu Đài Bắc) → |